# Martin Krahn
Martin Krahn (* 23. Juni 1987 in Potsdam) ist ein ehemaliger deutscher Schauspieler und Kinderdarsteller.

## Leben
Martin Krahn spielte mit 9 Jahren seine erste Fernsehrolle in einer Folge der Serie OP ruft Dr. Bruckner. In der Serie Schloss Einstein verkörperte er von 2000 bis 2004 die Rolle des Max Richter. Nachdem er 2005 seine Schauspielkarriere beendet hatte, studierte er ab 2007 Kommunikationsdesign in Berlin und schloss das Studium 2011 mit dem Bachelor of Arts ab.
Danach arbeitete er eine Weile als freier Fotoassistent für verschiedene Fotografen in Berlin. In den Jahren 2015 und 2016 war er als freier Fotograf für die Wochenzeitung Die Zeit tätig. Danach begann er als Producer und Location Scout in Berlin zu arbeiten. Im Januar 2019 gründete er zusammen mit einem Kollegen die Produktionsfirma Shelter Productions in Berlin.

## Filmografie
- 1996: OP ruft Dr. Bruckner (Fernsehserie, 1 Folge)
- 1998: Hinter Gittern – Der Frauenknast (Fernsehserie, 1 Folge)
- 1999: Happy Birthday (Fernsehserie, 1 Folge)
- 1999: Warten ist der Tod (Fernseh-Mehrteiler)
- 2000: Stunde des Wolfs (Fernsehfilm)
- 2000–2004: Schloss Einstein
- 2005: Der Mann, den Frauen wollen (Fernsehfilm)